# Abra de Poitiers
Abra de Poitiers (c. 343 – c. 360), Afra o Apra és una santa cristiana del segle IV.
La seva existència és històricament incerta, però hauria estat filla d'Hilari de Poitiers.

## Biografia
Hilari de Poitiers estava casat; tanmateix, l'existència d'Abra és incerta, com ho testimonien els relats hagiogràfics que daten dos segles després de la vida d'Hilari. En particular, hi ha una carta que Hilari hauria enviat a la seva filla que es considera una que podria ser una falsificació medieval. En aquesta carta, va expressar la seva preocupació pel seu destí i va mantenir una conversa amb ella sobre la salut de la seva mare.
En els manuscrits supervivents que contenen himnes pseudònims d'Hilari, se l'anomena Abra, Afra o Apra.
Hauria mort poc després del seu retorn l'any 360, suposadament als disset o divuit anys. Segons els relats llegendaris medievals, el seu pare hauria estat testimoni de la seva mort.
La seva pròpia existència és controvertida; alguns estudiosos argumenten que potser no és filla d'Hilari de Poitiers o que potser no ha existit mai.
És recordada per la seva feina entre els pobres i la difusió del cristianisme a la zona de Poitiers, França.
La seva festa se celebra el 12 de desembre a Poitiers.

## Llegat
Va ser comparada amb la figura bíblica de Sara per alguns autors medievals.
Montaigne va esmentar l'esdeveniment de la seva mort, que va conèixer a través de fonts medievals, per aplicar-la a la situació a la seva època.